# Кутерьма (фильм)
«Кутерьма» (англ. Topsy-Turvy) — художественный фильм о Гилберте и Салливане, снятый британским режиссёром Майком Ли по собственному сценарию в 1999 году. Фильм получил большое количество наград и номинаций на различных фестивалях.

## Сюжет
Действие происходит в скромном, но респектабельном лондонском театре Савой, специализировавшемся на постановках комических опер во времена правления королевы Виктории. Дирекция театра обеспокоена случившейся размолвкой их постоянных авторов.
Творческий дуэт композитора Артура Салливана и драматурга У. Ш. Гилберта зашёл в тупик. Их последняя совместная работа довольно скромно принята публикой. Салливан обвиняет своего постоянного партнёра в тривиальности и угрожает разорвать связывающие их контрактные обязательства.
После посещения модной японской выставки Гилберт пишет либретто оперы «Микадо», удачно эксплуатируя интерес публики к загадочной восточной культуре. Воодушевлённый сюжетом, тяжело больной Салливан уходит с головой в ежедневные репетиции, не обращая внимания на мучительные боли.
Актёры с опаской пробуют себя в непривычной роли чуждых им персонажей японского средневековья. Для костюмеров и гримёров эта новая постановка даёт заманчивую возможность показать мастерство в работе с экзотическими костюмами и гримом.

## В ролях
- Аллан Кордюнер — Артур Салливан
- Джим Бродбент — Уильям Гилберт
- Декстер Флетчер — Луис
- Сьюки Смит — Клотильда
- Роджер Хиткотт — Бентон
- Венди Ноттингэм — Хелен
- Стефан Беднарчик — Фрэнк
- Тимоти Сполл — Ричард Тепл
- Фрэнсис Ли — Батт
- Уильям Нинан — Кук
- Катрин Картлидж — мадам
- Энди Серкис — Джон Д’Обан
- Лесли Мэнвилл — Люси Гилберт
- Элисон Стедман — мадам Леон
- Ширли Хендерсон — Леонора Брэм
- Мартин Сэвэдж[англ.] — Джордж Гроссмит (Ко-Ко)
- Кейси Эйнсуорт — мисс Дороти Фицхерберт

## Награды и номинации
- 1999 — Венецианский кинофестиваль
  - Кубок Вольпи за лучшую мужскую роль (Джим Бродбент)
  - Номинация на Золотого льва (Майкл Ли)
- 1999 — Премия Нью-Йоркского кружка кинокритиков
  - Лучший фильм
  - Лучший режиссёр (Майк Ли)
- 2000 — «Оскар»
  - Лучший дизайн костюмов (Линди Хэмминг)
  - Лучший грим (Кристина Бланделл, Трефор Прауд)
  - Номинация на Лучшую работу художника (Ева Стюарт, Джон Буш)
  - Номинация на Лучший оригинальный сценарий (Майк Ли)
- 2000 — Премия BAFTA
  - Лучший грим (Кристина Бланделл)
  - Номинация на Награду Александра Корды за выдающийся британский фильм года (Саймон Чаннинг Уильямс, Майк Ли)
  - Номинация на Лучшую мужскую роль (Джим Бродбент)
  - Номинация на Лучшую мужскую роль второго плана (Тимоти Сполл)
  - Номинация на Лучший оригинальный сценарий (Майк Ли)
- 2000 — Премия британского независимого кино
  - Номинация на Лучшего режиссёра британского независимого фильма (Майк Ли)
  - Номинация на Лучшего актёра британского независимого фильма (Джим Бродбент)
  - Номинация на награду За лучшие технические достижения
- 2000 — Премия Чикагской ассоциации кинокритиков
  - Номинация на Лучшего актёра (Джим Бродбент)
  - Номинация на Лучший сценарий (Майк Ли)
- 2000 — Кинопремия Независимый дух
  - Номинация на Лучший иностранный фильм (Майк Ли)
- 2000 — Motion Picture Sound Editors
  - Номинация на Лучшую работу звукового редактора (Майкл Коннелл, Денис Конел)
- 2000 — Премия Американской ассоциации кинокритиков
  - Лучший фильм
  - Лучший режиссёр (Майк Ли)
- 2000 — Международный кинофестиваль в Сараево
  - Приз жюри программы «Панорама» (Майк Ли)
- 2001 — Премия «Империя»
  - Номинация на Лучший британский фильм
- 2001 — Кинопремия британской газеты Evening Standard
  - Лучший фильм (Майк Ли)
  - Лучшая мужская роль (Джим Бродбент)
- 2001 — Премия Лондонского кружка кинокритиков
  - Лучший британский актёр года (Джим Бродбент)
  - Лучший фильм года
  - Номинация на Лучшего британского режиссёра года (Майк Ли)
  - Номинация на Лучшего британского продюсера года (Саймон Чаннинг Вильямс)
  - Номинация на Лучшего британского сценариста года (Майк Ли)
  - Номинация на Лучшего британского актёра года в роли второго плана (Тимоти Сполл)
  - Номинация на Лучшую британскую актрису года в роли второго плана (Ширли Хендерсон, Лесли Менвилл)